# 上原謙
上原 謙（、1909年〈明治42年〉11月7日 - 1991年〈平成3年〉11月23日）は、日本の俳優。本名は池端 清亮（）。戦前・戦後の日本映画界を代表する二枚目スターの一人である。

## 来歴・人物

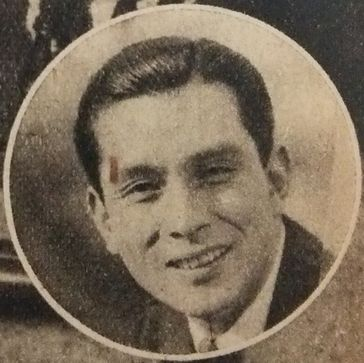
上原謙『アサヒグラフ』 1948年9月8日号

東京府東京市牛込区（現在の東京都新宿区）納戸町の職業軍人の家に生まれる。豪族禰寝氏（根占・小松氏）の一庶流に池端氏があり、通字に「清」を用いたので、本名は池端清亮。父・池端清武は鹿児島出身の陸軍大佐だが、上原が中学生の時に死亡する。直後に本家の当主である伯父も亡くなり、伯父に男子がいなかったため伯父の娘が婿である鹿児島市長の上野篤の東京出張に付いていき清亮を跡取りにするため養子に迎える話を取り付けたが、夫妻は帰路に山陽本線特急列車脱線事故に遭難し、上野篤は死亡、伯母は両足切断の重症を負い、養子の話は立ち消えとなった。後の映画俳優時代に、軍人役に多数出演した。成城学校（新宿区原町）卒業後、1929年に立教大学入学、学生時代は大学内のオーケストラでトランペットを吹き活躍する。1933年、松竹蒲田の新人公募の広告に複数の学友が無断で上原の写真を送り、その美男子ぶりから見事採用される。
1935年に大学を卒業後、松竹に入社し、新人作りの名手清水宏監督の『若旦那・春爛漫』でデビュー。次の『彼と彼女と少年達』で早速主役を務め、この映画に共演した桑野通子とは「アイアイ・コンビ」とファンから呼ばれ人気を博す。続いて、『恋愛豪華版』で従来にはなかった清新な若者像をつくり、1936年に清水の代表作となる『有りがたうさん』に人のいいバス運転手役で主演、順調なスタートを切る。しかし、この年に兵役となり台中で軍隊生活を送るが、原因不明の発熱で除隊となる。この時、所属部隊は上原宛のファンレターの山に忙殺されたという。またこの同じ年に女優の小桜葉子と結婚、当初、小桜との結婚は松竹大船撮影所所長の城戸四郎に反対されるが、結局は上原の強情さに城戸が折れる形となった。しかし、小桜の踊りの師匠だった大女優の栗島すみ子は最後までこの結婚を喜ばず、栗島の稽古場に結婚のあいさつに来た上原を門前払いして以来、険悪な仲だった。翌1937年には長男・直亮（後の加山雄三）をもうける。
五所平之助監督の『新道』で佐分利信、佐野周二と初共演し、「松竹三羽烏」を結成。
1937年、これを前面に押し出した島津保次郎監督の『婚約三羽烏』が大ヒット。またこの頃、佐分利、佐野の他にも、徳大寺伸、近衛敏明、夏川大二郎と第八芸術（＝映画）にちなんだ研究会「8クラブ」を結成し、毎月、演劇や音楽関係の有識者を呼んで、講演会を開いていた。続く『浅草の灯』でオペラ歌手を演じ、自他共に認める戦前の代表作となった。この他にも島津作品では『せめて今宵は』『男性対女性』『朱と緑』に出演、そして1938年、川口松太郎原作、野村浩将監督のメロドラマ『愛染かつら』の津村浩三役で田中絹代と共演、霧島昇とミス・コロムビアが歌う主題歌「旅の夜風」と共に、空前の大ヒット作となる。
しかし、上原自身はこの映画を自分の出演作の中で最も嫌いな映画と明言していて、当初、この映画の脚本を読んだ時、その理屈では到底考えられないような展開にばかばかしくなり、役を降りようとさえ思ったという。その後、続編も作られるほど、この映画で上原の人気はさらに高まったが、同時に役柄も制限されるようになり、良くも悪くも『愛染かつら』は俳優・上原謙の代表作といえる。1940年に吉村公三郎監督の『西住戦車長伝』では戦車隊長に扮して国策映画ながらも人間的側面を見せ、1943年の木下惠介の監督デビュー作で劇作家・菊田一夫の戦前の代表作である『花咲く港』で東北弁丸出しの軽妙なペテン師を演じて新生面を開拓する。
戦後はいつまでも女性中心主義でいく会社の基本方針に不満を抱き、松竹を退社。映画俳優フリー第1号となり演技派への脱皮を志していく。1948年には主演したメロドラマ『三百六十五夜』（市川崑監督）が空前の大ヒット、翌1949年には既に高額納税者のタレント部門トップに躍り出る活躍ぶりであった。1951年、成瀬巳喜男監督の『めし』で原節子と中年夫婦を演じて以降、名作への出演が相次ぎ、1953年に『煙突の見える場所』、1954年に『晩菊』『山の音』、1956年の『夜の河』では若手第一のスターであった山本富士子との恋愛を演じた。これらはいずれも日本映画史の傑作で、上原にとっても代表作となる。1957年に東宝と本数契約してから脇に回るが、1959年、舞台上でメニエール症候群で倒れる。
息子の加山に対しては厳しい父親であったが、後に映画界入りし、1961年に加山を主人公とした映画『若大将シリーズ』の製作が始まった際には、プロデューサーの求めに応じて起用方法のアドバイスを行うなど子ども思いの一面もあった。しかし、加山がヒット作を連発すると、大きな子供を持つ父親というイメージのため、次第に二枚目として主要な役を得ることが困難となった。
1965年、神奈川県茅ヶ崎市に義弟の岩倉具憲とともにパシフィックパークホテルを建てたことで有名。しかし、1970年に小桜と死別、数カ月後にはパシフィックパークホテルが倒産し、息子の加山ともども莫大な負債を抱え、1973年には義母の江間光子が死去するなど不幸が続く。その後、東宝を退社。1975年に38歳年下の元クラブ歌手大林雅美と再婚し、マスコミやワイドショーをにぎわせた。雅美との間に生まれた娘の芽英子は上原芽英子の名でデビュー。その後上原凌と改名。現在は仁美凌の名で女優として活動している。
また松竹時代からの共演者である高峰三枝子と共演した1980年代初頭の国鉄（現・JR）「フルムーンキャンペーン」のCMが有名。当時としては往年の大スターが温泉につかるシーンはまさにセンセーショナルな出来事であった。
大林との夫婦喧嘩が絶えなくなり1991年6月の末に、離婚。その後は加山の家にひっそりと身を寄せ、1991年8月には親子でニューヨークに旅行したが、年のせいか足腰が弱くなり、一人で風呂に入ることを心配されていたが「大丈夫だ」と言い、11月23日に風呂場でぐったりしているところを家政婦が発見、三鷹市の杏林大学付属病院に救急車で運ばれるものの蘇生することはなく、午後3時44分に急性心不全で死去（享年82歳）。会見で加山は「この一年半は心労が続き、静かな老後を送らせたかった」と涙をこらえながら語った。

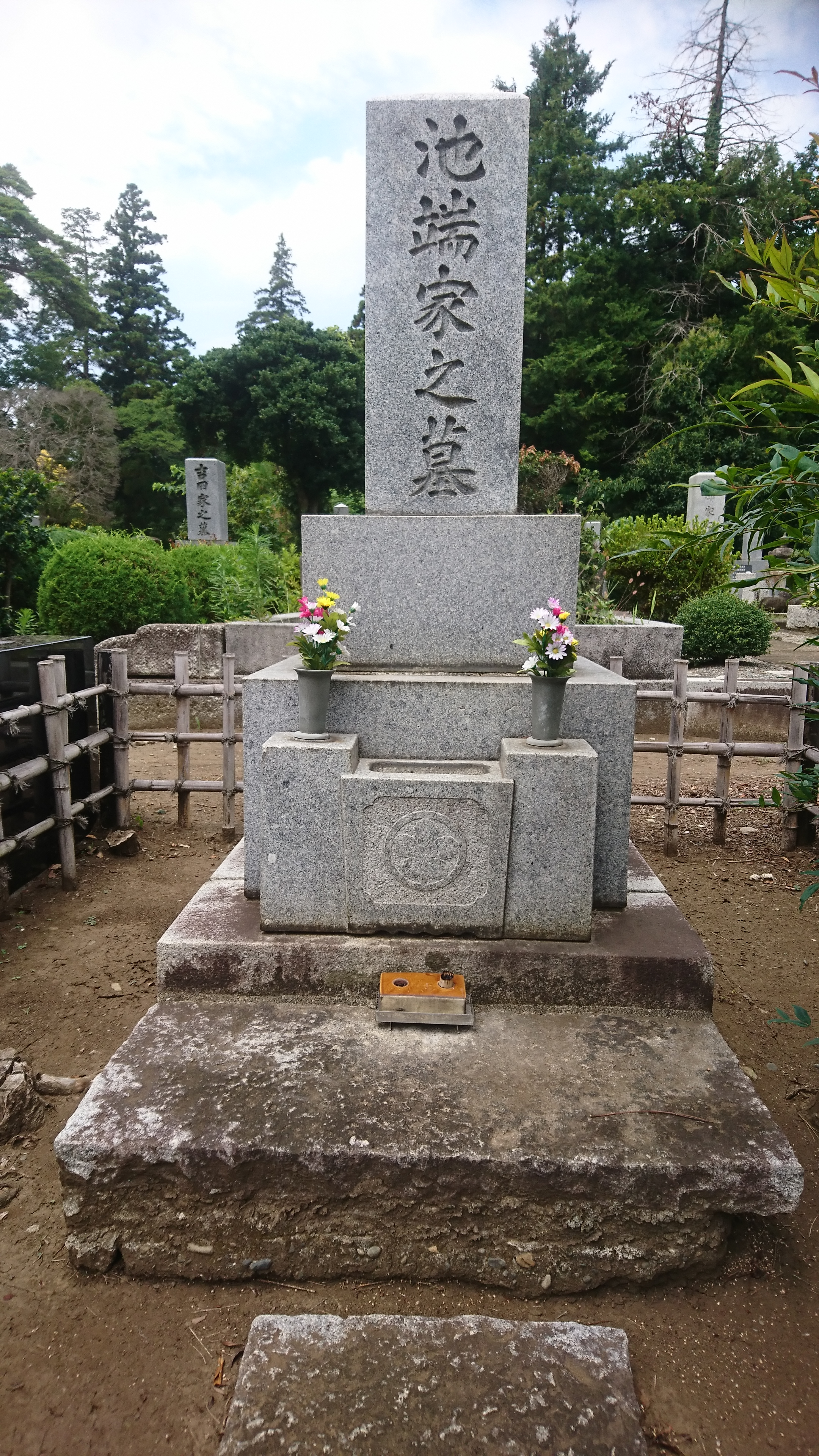
多磨霊園にある上原謙（池端家）の墓（2区2種11側2番）

## 家族・親族
孫は俳優の加山徹、元女優で料理研究家の梓真悠子、女優の池端えみ。若山富三郎の長男・若山騎一郎は元娘婿。義父は宮内大臣を歴任した岩倉具定公爵（元勲岩倉具視次男）の五男で男爵の岩倉具顕。義母は江間俊一の娘・光子（女優の青木しのぶ）。義父の姉依仁親王妃周子は久邇宮朝彦親王（香淳皇后祖父）の末弟東伏見宮依仁親王の妃であるため、池端家は岩倉家を通して天皇家の縁戚となった。また、若山の弟勝新太郎の妻中村玉緒が2代目中村鴈治郎の長女なので、池端家は奥村家を通して関西歌舞伎の重鎮である中村鴈治郎家（及び林又一郎家）の縁戚になっている。

## エピソード
- 松竹時代、先輩女優である吉川満子、飯田蝶子、栗島すみ子につけられたあだ名は「シルヴァーフォックス（＝銀ぎつね）」、「接待係の謙」、「ドアボーイの謙」だったという。接待係、ドアボーイの由来は上原が面倒見がいいことから来ている。ちなみに8クラブの他のメンバーにつけられたあだ名は佐分利が「海亀の信」、佐野が「アドバルーンの周二」、徳大寺が「三度笠の伸」、近衛が「置き物のトシ」、夏川が「級長面の大チャン」だった。
- 戦前戦後の全盛期は圧倒的な美貌で人気を博し、「絶世の二枚目スター」だった。それゆえ女性関係の話題には事欠かず、最初の妻である小桜は数度自殺未遂に追い込まれている。
- 『モスラ』で共演した小泉博は、上原からとても可愛がられたといい、上原が車を買い替えた際にはそれまで乗っていたツートーンカラーのシボレーを譲り受けたという[7]。
- 東宝の俳優であった中島春雄によれば、上原は俳優仲間らをバス旅行に招待するなどしており、紳士的な人物であったと証言している[8]。
- 晩年には男性用カツラのCMに堂々と出演し（自らカツラを着用していると宣言）お笑いバラエティー番組にも熱心に登場。子供向け特撮番組にも出演している。共演しているコメディアンのギャグを「わたしもやりたい」と懇願し、「大スターの上原さんにそこまでさせるのはまずい」と裏方スタッフを困らせるなど、飾らない庶民的な一面も見せていたという。元々、上原自身はダジャレや冗談を言うのが大好きだったらしく、終戦後、地方公演をしていた時期には伴淳三郎と自ら進んで舞台でコント等をやっていたという。ちなみに、喜劇映画に出たがっていた上原の念願かなって出演した『クレージー作戦 くたばれ!無責任』（1963年、坪島孝監督）では、『花咲く港』のペテン師をさらに昇華させたようなチョビ髭にズーズー弁の社長役を演じた（この演技は本人の「ズーズー弁でやりたい」という希望によるもの）。

## 受章・受賞歴
- 1953年：第8回毎日映画コンクール・主演男優賞　『妻』、『夫婦』
- 1983年：勲四等瑞宝章
- 1992年：第15回日本アカデミー賞・会長特別賞

## 出演

### 映画

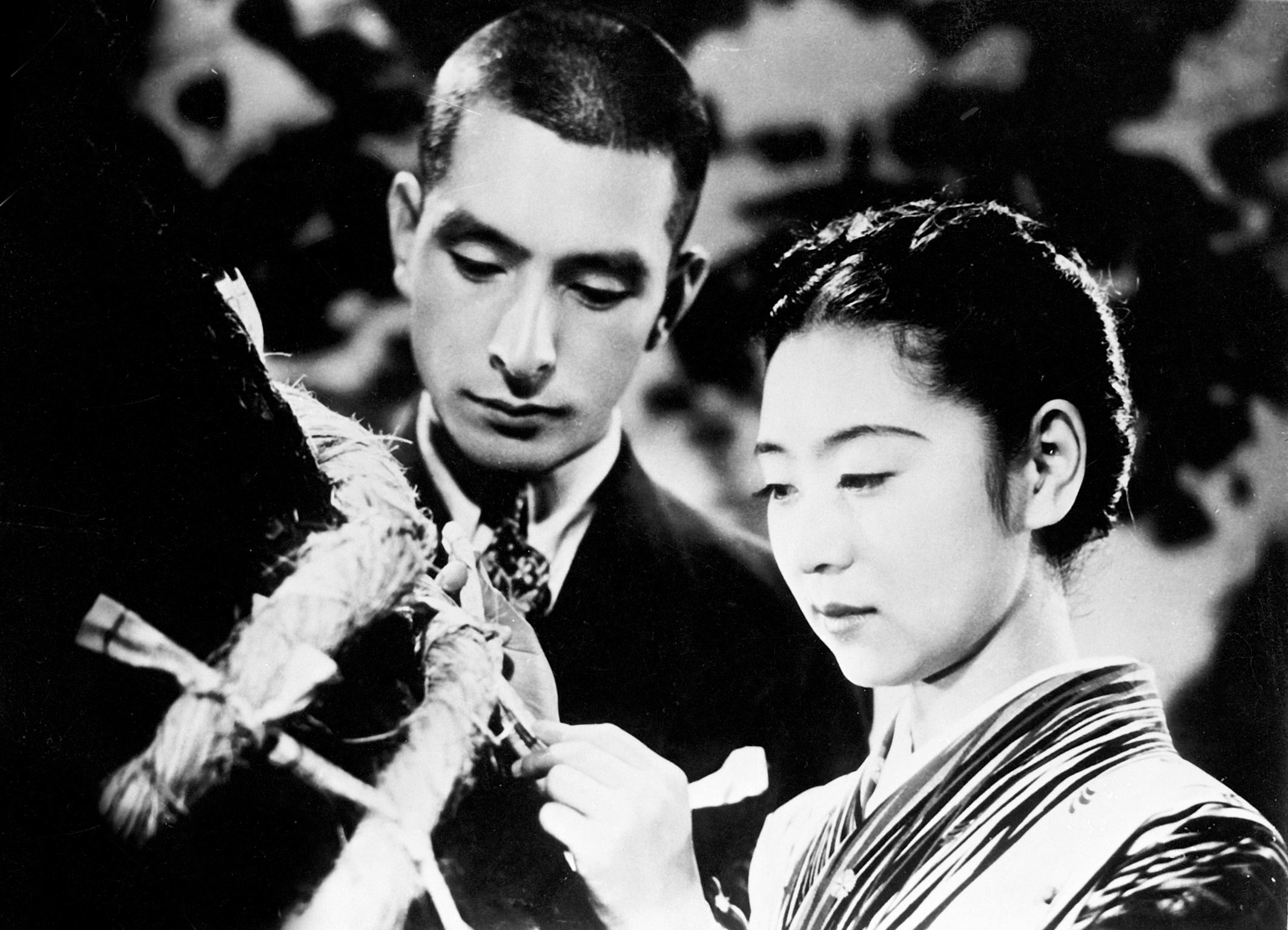
愛染かつら（1938年）。右は田中絹代。

- 有りがたうさん（1936年、松竹蒲田）- 有りがたうさん{有りがとうさん（愛称）｝
- 人妻椿（前篇・後篇）（1936年、松竹大船） - 草間俊夫
- 男性対女性（1936年、松竹大船）
- 淑女は何を忘れたか （1937年、松竹大船） - 大船のスター
- 浅草の灯（1937年、松竹大船）
- 婚約三羽烏（1937年、松竹大船）
- 愛染かつら（1938 - 1939年、松竹大船)　- 津村浩三
- 西住戦車長伝（1940年、松竹大船） - 西住小次郎
- 櫻の國（1941年、松竹大船）
- 敵機空襲（1943年、松竹大船）
- 花咲く港（1943年、松竹大船）
- 歓呼の町（1944年、松竹大船） - 吉川慎吾
- 君こそ次の荒鷲だ （1944年、松竹大船） - 三好中尉
- 野戦軍楽隊（1944年、松竹京都） - 菅上等兵
- 陸軍（1944年、松竹大船） - 仁科大尉（友彦の戦友）
- そよかぜ（1945年、松竹大船）
- 花ひらく（1948年、新東宝）
- 新釈四谷怪談（1949年、松竹京都）
- 異国の丘（1949年、新東宝）
- 影を慕いて（1949年、新東宝）
- 人間模様 (1949年、東宝)  - 大輪絹彦
- 宗方姉妹（1950年、新東宝） - 田代宏
- 雪夫人絵図（1950年、滝村プロ＝新東宝） - 菊中方哉
- 處女峰（1950年、大映） - 松崎紀一郎
- 悲歌（1951年、東宝）
- めし（1951年、東宝）
- 結婚行進曲（1951年、東宝）
- 東京のえくぼ（1952年、新東宝）
- 煙突の見える場所（1953年、新東宝）
- 夫婦（1953年、東宝）
- 妻（1953年、東宝）
- 日本の悲劇（1953年、松竹大船）
- 母の初恋（1954年、東宝）
- 山の音（1954年、東宝）
- 風立ちぬ（1954年、東宝）
- 晩菊（1954年、東宝）
- 鶴亀先生（1954年、新東宝）
- 柿の木のある家（1955年、東宝）
- へそくり社長（1956年、東宝）
- 夜の河（1956年、大映京都）
- あらくれ（1957年、東宝）
- 氷壁（1958年、大映東京）
- 東京の休日（1958年、東宝）
- ハワイ・ミッドウェイ大海空戦 太平洋の嵐（1960年、東宝） - 参謀長[9]
- 娘・妻・母（1960年、東宝） - 早苗の見合い相手・五条宗慶
- 大学の山賊たち（1960年、東宝）
- 若大将シリーズ
  - 大学の若大将(1961年、東宝）[注釈 1]
  - 銀座の若大将（1962年、東宝）
  - 日本一の若大将（1962年、東宝）
  - ハワイの若大将（1963年、東宝）
  - エレキの若大将（1966年、東宝）
- モスラ（1961年、東宝） - 原田博士[1][3]
- 香港の夜 A NIGHT HONGKONG（1961年）
- 世界大戦争（1961年、東宝） - 外務大臣[1]
- 妖星ゴラス（1962年、東宝） - 河野博士[1][2][3]
- 忠臣蔵 花の巻・雪の巻（1962年、東宝） - 清閑寺中納言
- 若い仲間たち うちら祇園の舞妓はん（1963年、東宝）
- クレージー作戦 くたばれ!無責任（1963年、東宝） - 畑中社長
- 海底軍艦（1963年、東宝） - 楠見元技術少将[1][2][3]
- おんな6丁目 蜜の味（1982年、東映）
- 時をかける少女（1983年、制作・角川、配給・東映） - 深町正治
- 映画女優 （1987年、東宝映画） - 上原謙（本人役）
- 花の季節（1990年、東京ビジュアルネットワーク）

### テレビ
- 新・必殺仕置人 第13話「休診無用」（1977年、ABC / 松竹） - 寺岡玄庵
- 新・江戸の旋風 第22話「十年振りの手口」（1980年、フジテレビ / 東宝） - 勘助
- あっけらかん（1982年、日本テレビ） - 松浦完治
- はらぺこ同志（1982年、TBS） - 犬飼成之
- 東芝日曜劇場（TBS）
  - 夢の鐘（1982年12月19日、中部日本放送） - 桜井正亮
- 土曜ワイド劇場・混浴岩風呂連続殺人（1983年、テレビ朝日）
- フジテレビ開局25周年記念・サザエさんVS意地悪ばあさんVSいじわる看護婦（1984年、フジテレビ / テレパック） - 徳川院長
- 連続テレビ小説（NHK総合）
  - いちばん太鼓（1985年 - 1986年）
  - 青春家族（1989年）
- 忠臣蔵（1985年、日本テレビ）-　公弁法親王
- 西田敏行の泣いてたまるか 第10話「ぼくの父さんはシェフ」（1986年、TBS / 国際放映、東阪企画）
- 超人機メタルダー第1話「急げ!百鬼魔界へ」（1987年、テレビ朝日） - 古賀竜一郎
- 春を待つ家（1990年、フジテレビ）

### CM
- アデランス
- 国鉄「フルムーン」

## 著書ほか
- 『がんばってます : 人生はフルムーン』共同通信社、1984年4月12日。ISBN 4764101459。

加山雄三の回想
- 『オヤジの背中』（読売新聞社、1992年12月）
- 『終わりなき航路　加山雄三の人生』（世界文化社、2000年12月）